# Alen Pašagič
Alen Pašagič (* 16. Juni 1989 in Slovenj Gradec, SFR Jugoslawien) ist ein ehemaliger slowenischer Fußballtorhüter.

## Karriere
Pašagič begann seine Karriere beim NK Bela krajina. Im Januar 2009 wechselte er zum NK Ivančna Gorica. Zur Saison 2010/11 kehrte er zu Bela krajina zurück. Für den Zweitligisten absolvierte er zwischen 2010 und 2012 40 Spiele in der Druga Liga.
Im Sommer 2012 wechselte er zum Erstligisten NK Rudar Velenje. Sein Debüt in der Prva Liga gab er im April 2013, als er am 27. Spieltag der Saison 2012/13 gegen den ND Gorica in der Halbzeitpause den verletzten Stammtorhüter Matjaž Rozman ersetzte. Sechs Spiele folgten noch, ehe er nach drei fatalen Fehlern im Spiel gegen den FC Koper wieder Ersatztorwart wurde.
Im Sommer 2013 wechselte er nach Österreich zum fünftklassigen SK Jenbach. Mit Jenbach konnte er 2014 in die Tiroler Liga aufsteigen. Im Januar 2015 wechselte er zum Fünftligisten SV Wörgl, mit dem er ebenfalls den Aufstieg in die Tiroler Liga feiern konnte. 2015 wechselte er in die siebtklassige Bezirksliga Ost zum SV Radfeld, bei dem er auch als Trainer im Nachwuchsbereich in Erscheinung trat. 2016 schloss er sich dem Landesligisten SC Kundl an. Nach nur einem Pflichtspiel, das er im Landescup absolvierte, verließ er Kundl wieder. Im Januar 2017 wechselte er zum Unterligisten USC Eichkögl.
Zur Saison 2017/18 schloss er sich dem SV Feldbach an und war dort im Herbst 2017 Stammtorhüter. Im Frühjahr 2018 wechselte er zum SC Weiz und kam bei diesem abwechselnd in der ersten und zweiten Mannschaft zum Einsatz. Im Sommer 2018 verließ er die Weizer und heuerte in der Winterpause 2018/19 beim SV Rohrbach/Lafnitz an. Erst gegen Ende der Saison absolvierte er drei Ligaspiele für die achtklassige zweite Mannschaft des Vereins und absolvierte kurz darauf das letzte Meisterschaftsspiel der in der fünftklassigen Oberliga Süd-Ost vertretenen ersten Mannschaft. Im Sommer 2019 wechselte er ins Burgenland zum SV Neuberg, für den er es auf sieben Meisterschaftseinsätze in der fünftklassigen II. Liga Süd brachte. In der Winterpause 2020/21 verließ er den Klub wieder und kam nach zweijähriger Vereinslosigkeit in der Winterpause 2021/22 zum TuS Rein, für den er allerdings nur in einem Freundschaftsspiel zum Einsatz kam. In der Folge zog sich Pašagič aus dem aktiven Fußballsport zurück.